# 건양대학교병원
건양대학교병원은 대전광역시 서구 관저동에 있는 건양대학교 부속 종합병원이다.
건양대병원은 2000년에 개원하였고, 2021년 5월에 병원을 증축 개원하였다.
2023년 12월 29일에 보건복지부가 발표한 제5기 상급종합병원 지정 평가 결과에서 '상급종합병원'에 새롭게 지정됐다.

## 연혁
- 2003년 : 중부권 최초 인공와우이식수술 성공
- 2005년 : 복강경전문 수술센터 오픈
- 2006년 : 동북아/국내최초 로봇사이버나이프센터 기공식
- 2007년 : 동북아 국내 최초도입, "제4세대 로봇 사이버나이프" 암치료기 가동
- 2008년 : 보건복지가족부 '중증응급질환 전문센터' 선정
- 2009년 : 미국심장협회·대한심폐소생협회 인증, 전문심폐소생술(ACLS) 교육기관 선정
- 2010년 : 24시간 진료예약 서비스 실시
- 2012년 : 대장암 치료 평가 1등급
- 2013년 : 국제의료기관평가(JCI) 인증 획득, 보건복지부평가 응급의료기관 평가 우수
- 2014년 : 건강보험심사평가원 '대장암, 폐암, 유방암 적정성평가' 1등급
- 2015년 : 보건복지부 ‘권역응급의료센터’ 선정
- 2016년 : 보건복지부 ‘의료기관 평가’ 인증, 건강보험심사평가원 ‘의료급여정신과 적정성평가’ 1등급
- 2017년 : 보건복지부 응급의료기관평가 전국 1위
- 2018년 : 차세대염기서열분석 시스템 도입, 4세대 로봇수술장비 ‘다빈치 Xi’ 도입
- 2019년 : 응급의료기관평가 A등급 전국 38개 권역응급의료센터 지역 1위, 전국 4위
- 2020년 : 대장암·폐암·급성기뇌졸중·마취 적정성 평가 ‘1등급’
- 2021년 : 새 병원 개원, 유방암·위암 적정성 평가 최우수 ‘1등급’
- 2022년 : 신생아중환자실·마취 적정성 평가 ‘1등급’, 수혈 적정성 평가 ‘1등급’
- 2023년 : 만성폐쇄성폐질환 적정성 평가 ‘1등급’, 폐렴 적정성 평가 5년 연속 ‘1등급’, 결핵 적정성 평가 ‘1등급', 보건복지부 제5기 상급종합병원 신규지정

## 권역응급의료센터
충남대학교병원과 같이 대전권역응급의료센터로 지정되어 대전광역시, 세종특별자치시, 충청남도 논산시, 계룡시, 금산군, 공주시, 부여군, 청양군, 전북특별자치도 무주군을 관할한다.